# Aquilegia desertorum
Aquilegia desertorum — вид квіткових рослин родини жовтецеві (Ranunculaceae). Трав'яниста багаторічна рослина. Росте у гірських районах у західній частині США (в основному в Аризоні). Має червоні і жовті квіти з довгими шпорами і блакитно-зелене листя.